# Kang & Kodos
Kang & Kodos zijn twee fictieve personages uit de animatieserie The Simpsons. Ze worden respectievelijk ingesproken door Harry Shearer en Dan Castellaneta.
Kang en Kodos zijn aliens van de planeet Rigel VII. Ze doen vooral mee in de Treehouse of Horror afleveringen.

## Profiel
Kang en Kodos zijn broer en zus. Ze zijn groen, ongeveer 7 voet hoog, hebben maar 1 oog, een grote mond vol tanden en acht tentakels. Hun taal, Rigilliaans, is gelijk aan Engels. Beide aliens hebben een mannenstem, maar Kangs stem klinkt dieper dan die van Kodos.
Kang en Kodos hebben de beschikking over geavanceerde technologie, waaronder lasers en een ruimteschip. Ze beweren de aarde al in de gaten te houden sinds deze 5000 jaar geleden is geschapen door God.

## Oorsprong van de personages
Kang en Kodos zijn voornamelijk gebaseerd op de aliens die te zien zijn op de cover van een oude EC strip.
Kang en Kodos zijn vernoemd naar twee personages uit Star Trek, Kang, een Klingonkapitein, en Kodos the Executioner, een menselijke schurk.
Rigel VII, de thuisplaneet van Kang en Kodos, werd even genoemd in de pilotaflevering van de originele Star Trek serie.

## Optredens
Kang en Kodos worden vaak gebruikt als satire op de Amerikaanse politiek. Verder willen ze geregeld de aarde veroveren.
Kang en Kodos doen mee in elke Treehouse of Horror aflevering, maar meestal hebben ze hierin enkel cameorollen. Verder duiken ze af en toe op in de standaardafleveringen.
- Treehouse of Horror: Kang, Kodos en een derde alien genaamd Serak doen mee in een verhaal dat is gebaseerd op de Twilight Zone aflevering To Serve Man. Ze ontvoeren de Simpsons.
- Treehouse of Horror II: Kang en Kodos nemen de aarde over nadat Lisa wenst voor een wapenvrije wereld en de aarde dus machteloos is. Ze verdwijnen weer nadat Ned Flanders dit wenst.
- Treehouse of Horror III: Kang en Kodos zitten in hun schip plannen te bespreken om de Aarde aan te vallen, terwijl de Aarde al aangevallen wordt door zombies.
- Treehouse of Horror IV: Kang en Kodos bespreken Barts angst voor een gremlin, maar zien dan dat een gremlin hun schip aan het saboteren is.
- Treehouse of Horror V: Kang en Kodos discussiëren over Homers tijdreizen en worden veranderd in Mister Peabody en Sherman.
- Treehouse of Horror VI: Kang en Kodos zijn te zien in de woestijn, waar ze proberen een lift te krijgen naar de hoofdstad van de Aarde.
- Treehouse of Horror VII: Kang en Kodos ontvoeren Bill Clinton en Bob Dole, en doen zich als hen voor om de komende verkiezingen te winnen.
- Treehouse of Horror VIII: in het filmpje dat The Omega Man parodieert, wordt het schip van Kang en Kodos' bijna geraakt door een raket.
- Treehouse of Horror IX: Kang blijkt de vader van Maggie Simpson te zijn, dus Kang en Kodos komen haar halen.
- Treehouse of Horror X: Kang en Kodos openen de aflevering met een stand-upcomedy show.
- Treehouse of Horror XI: Kang en Kodos verschijnen helemaal op het eind, en vragen zich af waarom ze uit de show zijn weggelaten.
- Treehouse of Horror XII: Kang en Kodos zijn te zien op de bruiloft van een kabouter en een zigeuner.
- Treehouse of Horror XIII: aan het eind van de aflevering maken Kang en Kodos vanuit hun schip de opmerking dat het eiland van Professor Hibbert lijkt op hun nummer 4.
- Treehouse of Horror XIV: Kang en Kodos openen de aflevering, en vragen zich af waarom de halloweenaflevering in november wordt uitgezonden.
- Treehouse of Horror XV: Kang en Kodos verschijnen in de opening van de aflevering, in een parodie op de tv-show Perfect Strangers. Ze proberen de Simpsons te koken voor het diner. Later in de aflevering zijn ze te zien in een steampunk vliegende schotel.
- Treehouse of Horror XVI: Kang en Kodos verschijnen in het openingsfilmpje, waarin ze het gebruik van steroïden bij softbal bekritiseren.
- Treehouse of Horror XVII: nadat heel Springfield in paniek is geraakt door Orson Welles' hoorspel War of the Worlds, vallen Kang en Kodos de stad aan.
- Treehouse of Horror XVIII: Bart wordt vrienden met Kodos in een parodie op E.T..
- Treehouse of horror XIX : Kang en Kodos dansen op het halloweenbal van de school.
- Treehouse of Horror XX: Kang en Kodos zitten samen in het publiek bij de musical Moe.
- The Man Who Came to Be Dinner: een van de weinige niet-Halloween afleveringen waarin het duo een rol speelt. In de aflevering ontvoeren ze de Simpsons naar hun thuisplaneet, Rigel VII.

Kang en Kodos hadden daarnaast cameo’s in Gump Roast, Behind the Laughter, Future-Drama, Radio Bart, Special Edna, The Springfield Files en You Kent Always Say What You Want. Ze waren ook betrokken bij de bankgrap gedurende het openingsfilmpje van The Ziff Who Came to Dinner en See Homer Run.

## Videospellen
Kang en Kodos doen mee in The Simpsons: Hit and Run als schurken, maar alleen in de tussenstukjes. Het doel van het spel is om Springfield te redden van het duo.
Kang is een eindbaas in het The Simpsons Wrestling spel.
Homer Simpson · Marge Simpson · Bart Simpson · Lisa Simpson · Maggie Simpson · Abraham Simpson · Patty en Selma Bouvier · Jacqueline Bouvier · Mona Simpson · Santa's Little Helper · Snowball II · Familie Bouvier
Jasper Beardley · Comic Book Guy · Eddie en Lou · Maude Flanders · Ned Flanders · Professor Frink · Barney Gumble · Julius Hibbert · Lionel Hutz · Eerwaarde Lovejoy · Kapitein Horatio McCallister · Hans Moleman · Bleeding Gums Murphy · Apu Nahasapeemapetilon · Mayor Joe Quimby · Dr. Nick Riviera · Agnes Skinner · Cletus Spuckler · Squeaky Voiced Teen · Disco Stu · Moe Szyslak · Kirk Van Houten · Luann Van Houten · Chief Clancy Wiggum
Gary Chalmers · Rod en Todd Flanders · Jimbo Jones · Kearney · Edna Krabappel · Otto Mann · Nelson Muntz · Martin Prince · Seymour Skinner · Milhouse Van Houten · Ralph Wiggum · Groundskeeper Willie · andere studenten
Montgomery Burns · Carl Carlson · Lenny Leonard · Waylon Smithers
Itchy en Scratchy · Kent Brockman · Krusty de Clown · Troy McClure · Rainier Wolfcastle · Radioactive Man
Snake · Kang & Kodos · Sideshow Bob · Fat Tony
Treehouse of Horror
Bart vs. the World · Bart Simpson's Escape from Camp Deadly · The Simpsons Arcadespel · Bart vs. the Space Mutants · Bart's House of Weirdness ·Bart vs. The Juggernauts · Krusty's Fun House · Bartman Meets Radioactive Man · Bart's Nightmare · The Itchy and Scratchy Game · Virtual Bart · Bart and the Beanstalk · Itchy & Scratchy in Miniature Golf Madness · Cartoon Studio · Virtual Springfield · Night of the Living Treehouse of Horror · Bowling · Wrestling · Road Rage · Skateboarding · Hit & Run · The Simpsons Game · The Simpsons: Tapped Out
The Simpsons · The Simpsons Pinball Party
Strips: Simpsons Comics · Bart Simpson serie · Itchy & Scratchy Comics · Bart Simpson's Treehouse of Horror · Futurama/Simpsons Infinitely Secret Crossover Crisis
Tijdschrift: Simpsons Illustrated
Boeken: Bart Simpson's Guide to Life · Family Album · Library of Wisdom · Complete Guides · Planet Simpson · The Simpsons and Philosophy
Actiefiguurtjes: World of Springfield
The Simpsons Movie
Bankgrap ·
Canyonero · 
D'oh! · 
Duff Beer · 
Schoolbordgrap · 